# Oberolberndorf
Oberolberndorf ist eine Ortschaft und eine Katastralgemeinde von Sierndorf sowie ein Angerdorf mit insgesamt 425 Einwohnern (Stand 1. Jänner 2024).
Oberolberndorf ist nach Sierndorf hin gepfarrt.

## Geografie

### Geografische Lage
Oberolberndorf liegt 2 km vom Gemeindehauptort Sierndorf, ca. 30 km von Wien und 5 km von Stockerau entfernt im südlichen Weinviertel.  Die Seehöhe beträgt etwa 190 m.
Oberolberndorf ist eine Gemeinde von ca. 6 km² Fläche.

## Geschichte
Von 1787 bis 1964 befand sich in Oberolberndorf  eine Schule. Das Schulgebäude wird heute als Wohnraum genutzt. Um 1850 Jahren galt Oberolberndorf als eines der größten Dreieckangerdörfer im Weinviertel. Laut Adressbuch von Österreich waren im Jahr 1938 in der Ortsgemeinde Oberolberndorf ein Bäcker, zwei Gastwirte, zwei Gemischtwarenhändler, eine Mühle, zwei Schmiede, eine Schneiderin, ein Schuster, ein Tischler, zwei Viktualienhändler, ein Zimmermeister und einige Landwirte ansässig.

## Verkehr
Oberolberndorf liegt nahe an der Weinviertler Schnellstraße und der Nordwestbahn.

## Persönlichkeiten

### Personen mit Bezug zur Gemeinde
- Werner Vogt (1938–2023), österreichischer Chirurg und Ombudsmann